# Distretto di Micaela Bastidas
Il distretto di Micaela Bastidas è un distretto del Perù nella provincia di Grau (regione di Apurímac) con 1.255 abitanti al censimento 2007 dei quali 537 urbani e 718 rurali.
È stato istituito il 20 dicembre 1957 e intitolato alla patriota Micaela Bastidas (1744-1781).